# Vidal Sáez
Vidal Sáez Sáez (Caracas, 28 de febrero de 1964) es un geógrafo venezolano, investigador, asesor y profesor titular de la Universidad Central de Venezuela, UCV, en el área de geografía de la salud. Su trabajo de investigación abarca la caracterización de áreas de amenazas, vulnerabilidades y riesgos para dengue y malaria en Venezuela, además del análisis de la ocurrencia de casos de enfermedades trasmitidas por vectores, las condiciones ambientales y la vulnerabilidad de los grupos humanos, para lo cual destaca la necesidad de reforzar aspectos como la educación, riesgo y variabilidad climática asociados al cambio climático en las diversas etapas de formación de la población (básica, media y superior), acompañada de una gestión pública sensibilizada que permita fortalecer la calidad de vida.

## Formación universitaria
Obtuvo el título de Licenciado en Geografía en la Universidad Central de Venezuela (1987), realizó sus estudios de especialización en la Fundación Universitaria de Luxemburgo (1990) y obtuvo su título de Doctor en Ciencias, Mención Ecología en la Universidad Central de Venezuela (2002).

## Línea de investigación
Ha trabajado en el área de los estudios ambientales como geógrafo desde que egresó de la universidad. Se inició profesionalmente en el Ministerio del Ambiente y de los Recursos Naturales (1986) como asistente hidrometeorologista y meses después obtuvo su primera asignación como responsable de los estudios de zonificación agroclimática en Venezuela. Posteriormente continuó los trabajos técnicos y de investigación en zonificación agroclimática de cultivos y elaboración de boletines agroclimáticos para diversas regiones agrícolas del país.
En la década del 90 ingresó en la Universidad Central de Venezuela como profesor y desarrolla su línea de investigación en el área de enfermedades en el hombre que son transmitidas por vectores y su relación con la lluvia y la temperatura del aire, orientando su trabajo al monitoreo de precipitación mensual y semanal y con incidencia de dengue, después con malaria, en varias localidades en el centro de Venezuela. Estos datos le permiten caracterizar áreas de amenazas, vulnerabilidades y riesgos para dengue y malaria en el país.

## Gerencia y docencia universitaria
Ha sido asesor de la Comisión del Área de Geografía del Palacio de las Academias (2007), y desde su ingreso a la Universidad Central de Venezuela en 1996, ha desempeñado distintas actividades y cargos en la Facultad de Humanidades y Educación, FHE, entre los cuales destacan: editor de la Revista Terra (2005); miembro del Comité Académico del Doctorado en Humanidades  (2003); director de los Estudios de Postgrado (2008-2013); director del Instituto de Geografía y Desarrollo Regional (2005-2008); coordinador de la maestría Análisis Espacial y Gestión del Territorio (2005-2012); jefe de la Cátedra de Biogeografía, Departamento de Geografía Física (2001-2008), secretario del Consejo de Escuela de Geografía (1997-2005); Coordinador Académico de la Escuela de Geografía (2004-2005); representante de Área en Geografía en la Comisión de Postgrado (2003-2013); coordinador de Investigación (2014); decano de la Facultad de Humanidades y Educación, de la Universidad Central de Venezuela (2018). 
En el campo de la docencia ha sido profesor en las asignaturas de Biogeografía, Climatología y Agroclimatología en la Escuela de Geografía y de Seminarios de Investigación I y II, en la Maestría Análisis Espacial y Gestión del Territorio, ambas de la UCV. También ha participado en diversos eventos nacionales e internacionales y ha sido tutor de tesis de pregrado, postgrado, trabajos de ascenso y de formación docente.

## Trabajos de investigación
- Desastres, variabilidad del clima y su relación espacio temporal en Venezuela. Elementos para conformar una base datos. FHECOIN-2014-PG-001/2 (en ejecución).
- Enfermedades metaxénicas: dengue y malaria, su relación con las lluvias en Venezuela. Año 2010. PI-07-8364-2011/1. CDCH-UCV
- Estudio geográfico de la reemergencia de enfermedades endémicas: dengue y malaria, en Venezuela, período 1995-2007. CDCH-UCV. PI 07-7147-2008.
- Riesgos en el proceso de ocupación en la conurbación Guarenas–Guatire, municipios Plaza y Zamora del estado Miranda. Proyecto en grupo PG 089/2006 CDCH UCV (2006).[1]
- Conformación de una base de datos en registros metaxénicas y ambientales para el período 1995-2005 en Venezuela. CDCH. Proyecto Individual PI 07-00-5797-2005.[2]
- Caracterización de la malaria en el estado Bolívar y Sucre en Proyecto: Diagnostics and Prediction of Climate Variability and Human Health Impacts in the Tropical Americas, mayo de 2003-julio de 2006. Co-PI: Yasmín Rubio-Palis. Investigador invitado del IAI-CRN PROJECT.
- Consideraciones sobre el estudio de geografía médica en Venezuela. Caso: dengue entre los años 1995 a 2002. Distrito Capital. CDCH. PI 07-14-5194-2003.[3]
- Estudio de las condiciones agroclimáticas para determinar la ocurrencia de infestación de sigatoka negra (Mycosphaerella fijiensis) en cultivos de plátanos en el sur del Lago de Maracaibo, estado Zulia. CDCH PI-07-14-4084-98.

## Reconocimientos
A lo largo de su trayectoria ha sido galardonado con la Orden José María Vargas, en su Segunda Clase (2012); ha sido reconocido como Profesor Meritorio, Nivel III CONABA, Región Capital (2004) y ha tenido una amplia participación dentro del Programa de Estímulo a la Investigación y a la Innovación ONCTI (PEII, Nivel II (2006, 2008, 2011), Nivel B (2015) y Nivel A (2013))

## Publicaciones
Autor de más de cincuenta trabajos publicados en revistas y obras especializadas, entre las que se destacan:
- Ocurrencia y amenaza de Dengue, Chikungunya y Zika causada por mosquitos del género Aedes. La situación en la República Argentina 2015 (2016). En coautoría Pyszczek Oscar Luis. Terra Nueva Etapa. Vol XXXII. Nro 51.[5]
- XI Jornadas de Investigación Humanísticas y Educativa de la FHE. Universidad Central de Venezuela. (2015). Documento en línea. Terra Nueva Etapa. Vol. XXXI. Nro 50. pp 155-156.[6]
- Salud de la población, riesgos del cambio climático y la configuración jurídica venezolana (2014). En coautoría Meleán Rafael. Terra. Nueva Etapa Vol. XXX. No 48. pp 89-116.[4]

- Salud, riesgos del cambio climático y educación. Paradigmas para la ordenación del territorio venezolano. (2014). Documento en Línea. Trabajo de Ascenso a Titular, FHE-UCV.[7]
- Incidencia de dengue en situación de lluvias extremas, región Central de Venezuela. (2013). Capítulo de 6. Estadística en la Investigación: competencia transversal en la formación universitaria. Editor: Audy Salcedo. Esc de Educación. FHE. UCV Pp.145-172. ISBN 978-980-00-2743-1[8]

- El dengue en el Nororiente de Venezuela y su incidencia en condiciones extremas de las lluvias durante los años 2009 y 2010 (2013). En Coautoría Colmenares Luis. Revista Investigaciones Geográficas. Nro 59. pp. 171-182.[9]
- Salud, variabilidad climática y educación. Retos de integración a corto y mediano plazo en Venezuela. (2013). Geoenseñanza. Vol 17 (2). pp. 1-26.[10]
- Evolución de los postgrados en geografía en la UCV (2013). En: Desarrollo de la Geografía en Venezuela. Años 2000 a 2012. saber.ucv.ve/ojs/index.php/rev_terr/article/download/7684/7607 Pedro Cunill Grau Editor. Caracas: Academia de Ciencias Físicas, Matemáticas y Naturales. pp. 143-150.[11]
- El dengue en los Andes Venezolanos, como hecho geográfico. (2012). Anales de la Sociedad Chilena de Ciencias Geográficas Chile. No 2012. ISSN 0717-3946[12]
- Variabilidad climática, riesgo en salud y políticas de ordenamiento territorial en Venezuela. Un desafío de mediano a largo plazo (2012) Extramuros de la UCV (en imprenta)
- Vulnerabilidad al incremento del nivel del mar: estrategias de adaptación en el área cabo Codera-Laguna de Tacarigua, estado Miranda, Venezuela (2012). Lourdes Olivo G., Vidal Sáez-Sáez, Alberto Martín Z., Alejandra Soto O. Terra. Nueva Etapa Vol. XXVIII. No 43. pp 45-70.[13]
- Regionalización del dengue en los estados Lara y Falcón, Venezuela. Período 2001-2007 (2011). Sáez-Sáez Vidal, Cuberos David y David Bethencour. Terra. Nueva Etapa Vol. XXVII. No 42. pp. 123-144.[14]
- Estudio comparativo de la incidencia del dengue en Suramérica, año 2010. Caso: Venezuela. (2011). Libro electrónico "La salud ante los cambios globales", Eje Temático III. Toluca. México. ISBN 978-607-00-5038-1. Pág. 120-138.[15]
- Vulnerabilidad al incremento del nivel del mar. Pérdida de tierra en el área de Cabo Codera-Laguna de Tacarigua, Estado Miranda, Venezuela. (2011) Lourdes Olivo G., Vidal Sáez-Sáez, Alberto Martín Z., Alejandra Soto O. Terra. Nueva Etapa Vol. XXVII. No 41. pp. 125-145.[16]
- Vulnerabilidad al incremento del nivel del mar: usos de la tierra y valor capital en el área cabo Codera-Laguna de Tacarigua, estado Miranda, Venezuela (2010). Lourdes Olivo G., Vidal Sáez-Sáez, Alberto Martín Z., Alejandra Soto O. Terra. Nueva Etapa Vol. XXVI. No 40 pp 99-122.[17]
- Vulnerabilidad al incremento del nivel del mar. Medio socioeconómico. Área Cabo Codera, estado Miranda (2010). M. Lourdes Olivo, Alberto Marín, Vidal Sáez-Sáez y Alejandra Soto O. Terra. Nueva Etapa Vol. XXVI. No 39 pp 59-76.[18]